# اتیوس جفرز
اتیوس جفرز (انگلیسی: Othyus Jeffers؛ زادهٔ ۵ اوت ۱۹۸۵) بازیکن بسکتبال اهل ایالات متحده آمریکا است.
از باشگاه‌هایی که در آن بازی کرده‌است می‌توان به یوتا جاز، مینه‌سوتا تیمبرولوز، واشینگتن ویزاردز، و سن آنتونیو اسپرز اشاره کرد.